# Peter Criss
George Peter John Criscuola  (født 20. december 1945), bedre kendt under sit scenenavn Peter Criss, er en pensioneret amerikansk musiker og skuespiller, bedst kendt som medstifter, original trommeslager og lejlighedsvis vokalist fra hardrockbandet Kiss. Han skrev og sang Kiss' største single-hit kaldet Beth. Criss forlod Kiss i 1980, men vendte tilbage til bandet i 1996. Han blev fyret i 2001 og kom tilbage i 2002 og blev fyret igen i 2004. hans sidste optræden fandt sted i 2017 ved The Cutting Room.

## Diskografi
For diskografi med Kiss, se Kiss' diskografi
- 2007 One For All
- 1994 Criss Cat #1
- 1993 Criss
- 1982 Let Me Rock You
- 1980 Out Of Control
- 1978 Peter Criss